# August Wacker

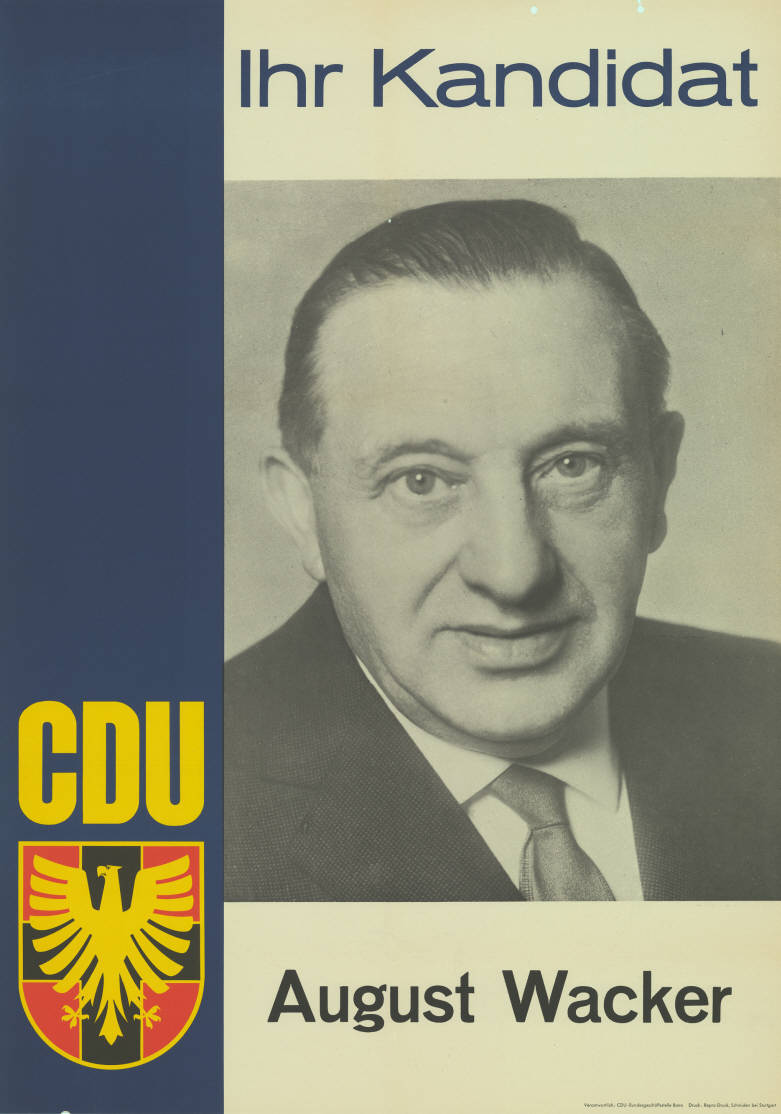
Kandidatenplakat der CDU zur Landtagswahl in Rheinland-Pfalz 1963

August Wacker (* 29. Juli 1902 in Trier; † 5. Juni 1963 in Bendorf) war ein deutscher Politiker (CDU).
Kindheit und Jugend verbrachte August Wacker in Bendorf am Rhein. Er besuchte die Volksschule und erlernte den Beruf des Gärtners. Bis zu seinem Tod war er als Gärtner, Kraftfahrer und Angestellter tätig.

## Politische Tätigkeit
Nach dem Ende des Zweiten Weltkriegs 1945 war Wacker Mitbegründer der CDP/CDU Bendorf. Von November 1946 bis Mai 1947 war er Mitglied der Beratenden Landesversammlung, die die Verfassung von Rheinland-Pfalz erarbeitete. August Wacker bekleidete zahlreiche Ämter. Er war Orts- und Kreisvorsitzender der CDU, Mitglied des Stadtrats, Kreistags und Kreisausschusses; von 1951 bis zu seinem Tod war er Mitglied des Landtags von Rheinland-Pfalz. 1959 war er Mitglied der Bundesversammlung in Berlin. Er amtierte als Bezirksvorsitzender der Sozialausschüsse des Bezirks Mittelrhein, als stellvertretender Vorsitzender des sozialpolitischen Ausschusses des Landtags. Wacker war Mitglied des Landesvorstandes der CDU.
Die Stadt Bendorf ehrte ihn, indem sie eine neue Straße im Distrikt „In der Bitz“ „August-Wacker-Straße“ nannte.